# Castelliere

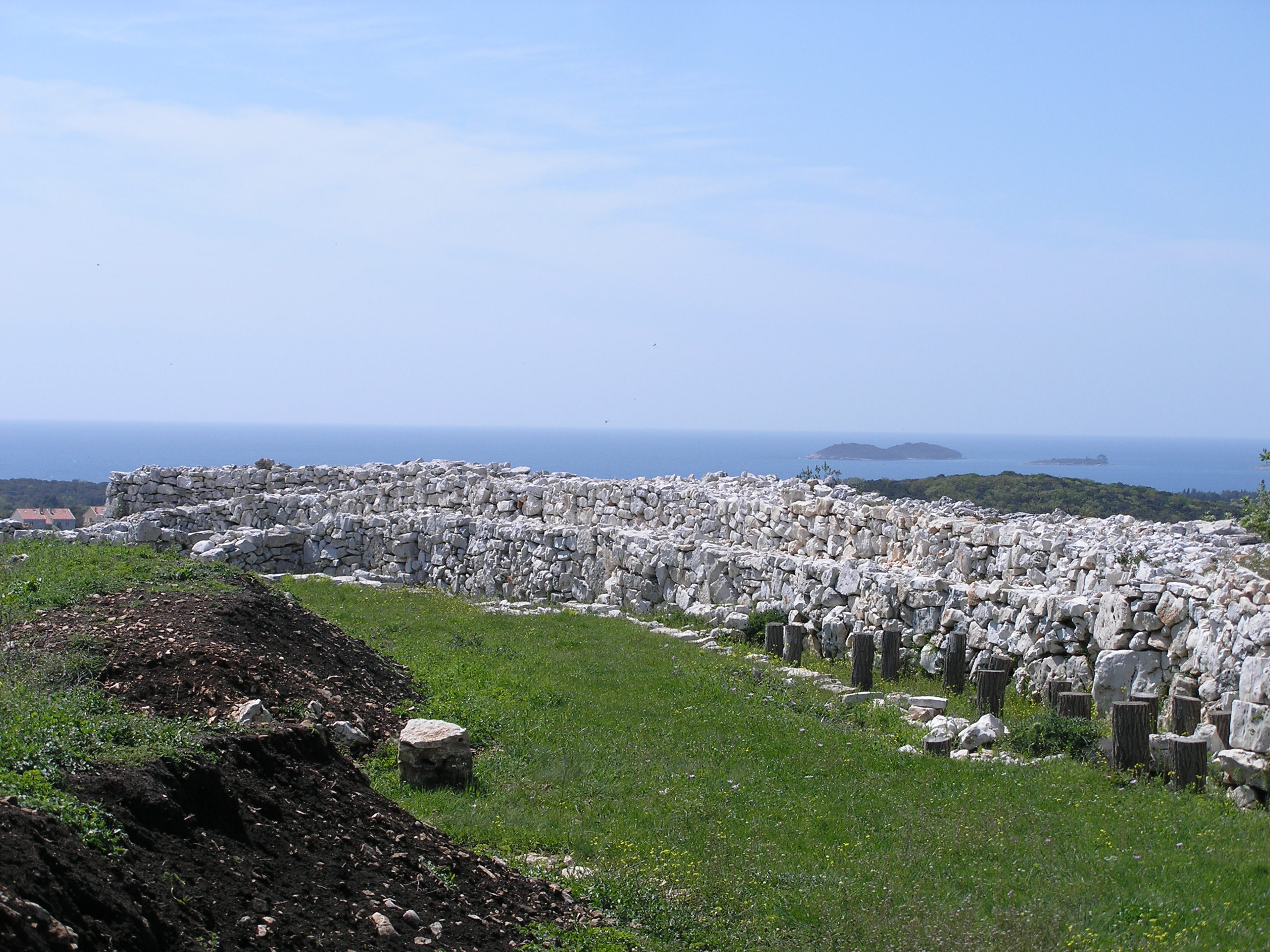
Die Mauern von Monkodonja

Als Castelliere oder Castellare wird eine vorgeschichtliche Befestigungsanlage, eine befestigte Siedlung oder Burg der Bronze- und Eisenzeit in Venetien, Carso, Friaul und Istrien bezeichnet. In den Marken sind sie mit dem Begriff Gradìne bekannt. Sie befinden sich in der Regel auf einer Anhöhe und sind von konzentrischen Steinmauern umgeben. Der Begriff wurde durch Carlo Marchesetti geprägt.
Innerhalb der Mauer gab es meistens rechteckige Stein- oder Holzhütten, aber auch komplexere Gebäude mit mehreren Räumen und Innenhöfen wie etwa in der Bergsiedlung von Monkodonja nahe Rovinj an der Westküste Istriens. Die ersten Castellieri entstanden in Istrien während der Frühbronzezeit. Die Bauform wurde später in angrenzenden Gebieten wie dem Friaul, Julisch Venetien und Dalmatien übernommen. Die Kultur der Castellieri endete in etwa im 3. Jahrhundert v. Chr. mit den Eroberungszügen der Römer, die einige der Höhenburgen als militärische Stützpunkte übernahmen. Überreste der Castellieri sind noch heute in den jeweiligen Landstrichen zu finden.